# Sīwa
Sīwa es un distrito de la gobernación de Matrú, Egipto. En julio de 2017 tenía una población estimada de 28 341 habitantes.
Se encuentra ubicado al noroeste del país, cerca de la depresión de Qattara del desierto Líbico.